# Yvonne Mitchell

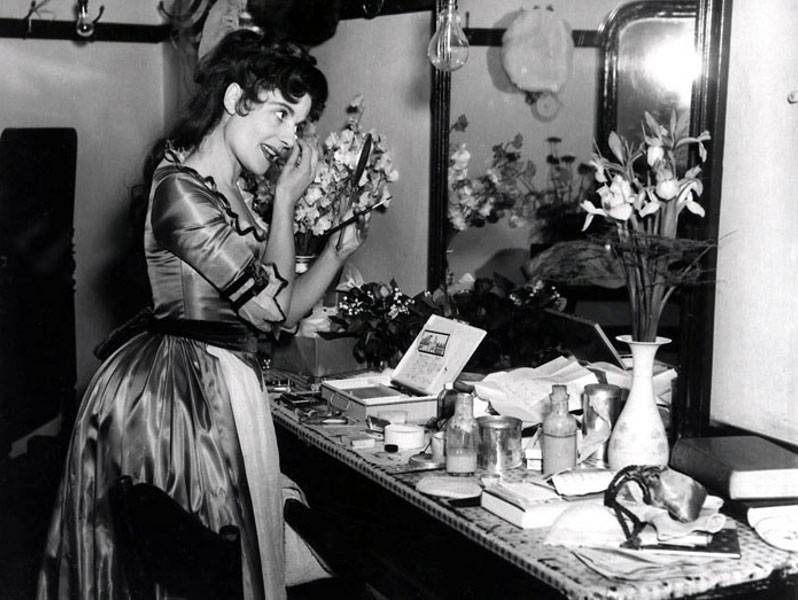
Yvonne Mitchell (1949)

Yvonne Mitchell (* 7. Juli 1915 in London; † 24. März 1979 ebenda) war eine britische Schauspielerin.

## Leben
Yvonne Mitchell begann ihre Theaterkarriere bereits als Teenager. Beim Film trat sie seltener in Erscheinung, doch dann umso eindrucksvoller. Ihr Filmdebüt gab sie 1941 in Love on the Dole, ihre erste Sprechrolle hatte sie 1949 in der britischen Puschkin-Verfilmung Pique Dame. Für den Film Das geteilte Herz erhielt sie 1955 den British Film Academy Award als beste britische Darstellerin. Auf der Berlinale 1957 wurde sie mit dem Silbernen Bären als beste Darstellerin für ihre Rolle in Die Frau im Morgenrock ausgezeichnet. Neben der Filmarbeit fürs Kino trat sie auch in Fernsehproduktionen auf. Vor allem mit Theater- und Literaturadaptionen war sie hier erfolgreich. Bereits 1953 erhielt sie von der Zeitung Daily Mail die Auszeichnung „beliebteste Fernsehschauspielerin des Jahres“.
Yvonne Mitchell war neben der Schauspielerei auch als Autorin einiger Kinderbücher bekannt und schrieb außerdem eine Biografie über die französische Schriftstellerin Colette. Bereits 1957 erschien ihre Autobiografie.
Mitchell war mit einem Film- und Theaterkritiker verheiratet. Sie starb 1979 nach mehr als vier Jahrzehnten Arbeit auf der Bühne im Alter von 63 Jahren an Krebs.

## Filmografie (Auswahl)
- 1949: Pique Dame (The Queen of Spades)
- 1949: Children of Chance
- 1953: Frauen auf Abwegen (Turn the Key Softly)
- 1954: Das geteilte Herz (The Divided Heart)
- 1955: Escapade
- 1956: Umfange mich, Nacht (Yield to the Night)
- 1957: Die Frau im Morgenrock (Woman in a Dressing Gown)
- 1958: Passionate Summer
- 1959: Tiger Bay
- 1959: Das Mädchen Saphir (Sapphire)
- 1960: Verschwörung der Herzen (Conspiracy of Hearts)
- 1960: Der Mann mit der grünen Nelke (The Trials of Oscar Wilde)
- 1961: Der Schuß aus dem Nichts (Johnny Nobody)
- 1962: Die Nächte mit Nancy (The Main Attraction)
- 1965: Dschingis Khan (Genghis Khan)
- 1971: Schmelztiegel des Grauens (The Corpse)
- 1972: Der große Walzer (The Great Waltz)
- 1972: Dämonen der Seele (Demons of the Mind)
- 1975: Die Legende von Robin Hood (The Legend of Robin Hood) (Miniserie, drei Folgen)
- 1976: Die unglaubliche Sarah (The Incredible Sarah)
- 1977: Nido de viudas